# Добрава (Требнє)
Добрава (словен. Dobrava) — поселення в общині Требнє, регіон Південно-Східна Словенія, Словенія.